# Verein für Rasenspiele 1921 Aalen 2008-2009
Questa voce raccoglie le informazioni riguardanti il Verein für Rasenspiele 1921 Aalen nelle competizioni ufficiali della stagione 2008-2009.

## Stagione
Nella stagione 2008-2009 l'Aalen, allenato da Edgar Schmitt, Jürgen Kohler, Petrik Sander e Rainer Scharinger, concluse il campionato di 3. Liga al 19º posto.

## Rosa
| N. |                                 | Ruolo | Calciatore         |
| -- | ------------------------------- | ----- | ------------------ |
| 1  | Germania (bandiera)             | P     | Tobias Linse       |
| 2  | Germania (bandiera)             | D     | Benjamin Schöckel  |
| 3  | Germania (bandiera)             | D     | Steven Ruprecht    |
| 4  | Svizzera (bandiera)             | D     | Pascal Bader       |
| 5  | Germania (bandiera)             | C     | Benjamin Wingerter |
| 6  | Germania (bandiera)             | D     | Michael Stickel    |
| 7  | Germania (bandiera)             | C     | Marco Haller       |
| 8  | Rep. Ceca (bandiera)            | A     | Petr Ruman         |
| 9  | Germania (bandiera)             | A     | Vitus Nagorny      |
| 10 | Bosnia ed Erzegovina (bandiera) | C     | Branko Okic        |
| 11 | Germania (bandiera)             | A     | Christoph Teinert  |
| 13 | Ucraina (bandiera)              | A     | Anton Šynder       |
| 14 | Germania (bandiera)             | C     | Andreas Hofmann    |
| 15 | Germania (bandiera)             | C     | Mario Hohn         |
| 16 | Germania (bandiera)             | C     | David Müller       |
| 17 | Germania (bandiera)             | D     | Fabian Ammon       |

| N. |                      | Ruolo | Calciatore          |
| -- | -------------------- | ----- | ------------------- |
| 18 | Germania (bandiera)  | A     | Marco Sailer        |
| 19 | Germania (bandiera)  | D     | René Okle           |
| 20 | Germania (bandiera)  | A     | Steffen Schneider   |
| 21 | Germania (bandiera)  | P     | Timo Reus           |
| 22 | Germania (bandiera)  | D     | Christian Alder     |
| 23 | Germania (bandiera)  | A     | Robert Lechleiter   |
| 24 | Germania (bandiera)  | P     | Daniel Wagner       |
| 25 | Germania (bandiera)  | D     | Michael Schiele     |
| 28 | Germania (bandiera)  | D     | Florian Fischer     |
| 30 | Germania (bandiera)  | C     | Steffen Bohl        |
| 33 | Germania (bandiera)  | D     | Daniel Hägele       |
| 34 | Danimarca (bandiera) | C     | Kristoffer Andersen |
| 35 | Francia (bandiera)   | A     | Zouhair Bouadoud    |
| 37 | Germania (bandiera)  | C     | Christian Holzer    |
| 40 | Zambia (bandiera)    | D     | Moses Sichone       |
| 41 | Germania (bandiera)  | D     | Michael Stegmayer   |

## Organigramma societario
Area tecnica
- Allenatore: Rainer Scharinger
- Allenatore in seconda: Ralf Friedberger, Kosta Runjaić
- Preparatore dei portieri: Thomas Traub
- Preparatori atletici:

## Calciomercato

### Sessione estiva
| Acquisti | Acquisti            | Acquisti               | Acquisti |
| R.       | Nome                | da                     | Modalità |
| -------- | ------------------- | ---------------------- | -------- |
| D        | Michael Stegmayer   | Carl Zeiss Jena        |          |
| A        | Zouhair Bouadoud    | Magonza II             |          |
| C        | Kristoffer Andersen | Borussia M'gladbach II |          |
| D        | Pascal Bader        | Lucerna                |          |
| C        | Steffen Bohl        | Kaiserslautern         |          |
| C        | Mario Hohn          | Stoccarda U19          |          |
| P        | Timo Reus           | St. Pauli              |          |
| D        | Benjamin Schöckel   | Wehen Wiesbaden        |          |
| A        | Anton Šynder        | Greuther Fürth II      |          |
| A        | Christoph Teinert   | Wacker Burghausen      |          |
| P        | Daniel Wagner       | Seligenporten          |          |

| Cessioni | Cessioni         | Cessioni        | Cessioni |
| R.       | Nome             | a               | Modalità |
| -------- | ---------------- | --------------- | -------- |
| D        | Fabian Ewertz    | Kaller SC       |          |
| D        | Adam Fall        | Elversberg      |          |
| C        | Björn Joppe      | Velbert         |          |
| P        | Serdar Kurt      | Normannia Gmünd |          |
| A        | Marcus Steegmann | Unterhaching    |          |

### Sessione invernale
| Acquisti | Acquisti          | Acquisti         | Acquisti |
| R.       | Nome              | da               | Modalità |
| -------- | ----------------- | ---------------- | -------- |
| A        | Steffen Schneider | Ingolstadt 04    |          |
| C        | David Müller      | RW Oberhausen    |          |
| A        | Vitus Nagorny     | Bayern Monaco II |          |
| A        | Petr Ruman        | Magonza          |          |
| D        | Steven Ruprecht   | Union Berlino    |          |

| Cessioni | Cessioni           | Cessioni          | Cessioni |
| R.       | Nome               | a                 | Modalità |
| -------- | ------------------ | ----------------- | -------- |
| C        | Andreas Mayer      | Kickers Emden     |          |
| D        | Simon Köpf         | Kickers Stoccarda |          |
| P        | Jürgen Rittenauer  | Friburgo II       |          |
| D        | Torsten Traub      | Kickers Stoccarda |          |
| A        | Angelo Hauk        | TSV Crailsheim    |          |
| C        | Patrick Leschinski | Ulma              |          |
| A        | Marijo Marić       | KSG Gerlingen     |          |
| A        | Tobias Scheifler   | FV Ravensburg     |          |
| A        | Caner Schmitt      | SpVgg Kaufbeuren  |          |

## Risultati

### 3. Liga

#### Girone di andata
| Arbitro: | Fleischer |

|          |           |                        |
| Pinto 5’ | Marcatori | 71’ Stickel 78’ Sailer |

| Arbitro: | Kempter |

|           |           |             |
| Traub 59’ | Marcatori | 47’ Stoilov |

| Aue-Bad Schlema 16 agosto 2008, ore 14:00 CEST 3ª giornata | Erzgebirge Aue | 0 – 0 referto | Aalen | Erzgebirgsstadion (7 500 spett.)\| Arbitro: \| Steinhaus-Webb \| |
| Arbitro:                                                   | Steinhaus-Webb |               |       |                                                                  |

| Arbitro: | Kempter |

|  |           |                     |
|  | Marcatori | 17’, 57’ Cannizzaro |

| Arbitro: | Kinhöfer |

|                                                   |           |                       |
| Neitzel 3’, 60’ Rauw 6’ Ramaj 18’ Zedi 24’ (rig.) | Marcatori | 26’, 90’ (rig.) Alder |

| Aalen 13 settembre 2008, ore 14:00 CEST 6ª giornata | Aalen  | 0 – 0 referto | Bayern Monaco II | Scholz-Arena (3 226 spett.)\| Arbitro: \| Wenkel \| |
| Arbitro:                                            | Wenkel |               |                  |                                                     |

| Stoccarda 20 settembre 2008, ore 14:00 CEST 7ª giornata | Stoccarda II | 0 – 0 referto | Aalen | Gazi-Stadion auf der Waldau (750 spett.)\| Arbitro: \| Leicher \| |
| Arbitro:                                                | Leicher      |               |       |                                                                   |

| Arbitro: | Steuer |

|          |           |               |
| Bohl 37’ | Marcatori | 78’ Tosunoğlu |

| Arbitro: | Achmüller |

|                          |           |  |
| Dogan 40’ Biran 72’, 79’ | Marcatori |  |

| Aalen 18 ottobre 2008, ore 14:00 CEST 10ª giornata | Aalen   | 0 – 0 referto | Wuppertal | Scholz-Arena (2 742 spett.)\| Arbitro: \| Stieler \| |
| Arbitro:                                           | Stieler |               |           |                                                      |

| Arbitro: | Valentin |

|            |           |                    |
| Bröker 57’ | Marcatori | 47’ (aut.) Hübener |

| Arbitro: | Seiwert |

|                |           |  |
| Sailer 9’, 35’ | Marcatori |  |

| Arbitro: | Aytekin |

|            |           |                  |
| Müller 36’ | Marcatori | 90’ (rig.) Alder |

| Aalen 7 novembre 2008, ore 19:00 CET 14ª giornata | Aalen  | 0 – 0 referto | Wacker Burghausen | Scholz-Arena (2 820 spett.)\| Arbitro: \| Metzen \| |
| Arbitro:                                          | Metzen |               |                   |                                                     |

| Arbitro: | Pflaum |

|            |           |  |
| Sailer 54’ | Marcatori |  |

| Arbitro: | Ittrich |

|                                                       |           |  |
| Holst 13’ Löning 17’ Lindemann 42’ Kumbela 87’ (rig.) | Marcatori |  |

| Arbitro: | Joerend |

|                                          |           |             |
| Sailer 54’ Andersen 84’ Alder 90’ (rig.) | Marcatori | 51’ Landeka |

| Arbitro: | Kuhl |

|               |           |            |
| Jovanović 83’ | Marcatori | 45’ Sailer |

| Arbitro: | Schempershauwe |

|                      |           |                          |
| Stickel 29’ Okic 84’ | Marcatori | 7’, 41’ (rig.), 86’ Fink |

#### Girone di ritorno
| Aalen 21 dicembre 2008, ore 14:00 CET 20ª giornata | Aalen    | 0 – 0 referto | Sandhausen | Scholz-Arena (2 970 spett.)\| Arbitro: \| Kunzmann \| |
| Arbitro:                                           | Kunzmann |               |            |                                                       |

| Arbitro: | Gorniak |

|             |           |  |
| Bambara 59’ | Marcatori |  |

| Aalen 11 marzo 2009, ore 19:00 CET 22ª giornata | Aalen  | 0 – 0 referto | Erzgebirge Aue | Scholz-Arena (2 300 spett.)\| Arbitro: \| Hammer \| |
| Arbitro:                                        | Hammer |               |                |                                                     |

| Erfurt 18 marzo 2009, ore 19:00 CET 23ª giornata | Rot-Weiß Erfurt | 0 – 0 referto | Aalen | Steigerwaldstadion (1 682 spett.)\| Arbitro: \| Ittrich \| |
| Arbitro:                                         | Ittrich         |               |       |                                                            |

| Aalen 14 aprile 2009, ore 19:00 CEST 24ª giornata | Aalen    | 0 – 0 referto | Kickers Emden | Scholz-Arena (3 025 spett.)\| Arbitro: \| Valentin \| |
| Arbitro:                                          | Valentin |               |               |                                                       |

| Arbitro: | Schumacher |

|                                          |           |  |
| Müller 49’, 51’ Butt 66’ (rig.) Haas 84’ | Marcatori |  |

| Arbitro: | Fischer |

|                     |           |         |
| Sailer 65’ Bohl 74’ | Marcatori | 3’ Rahn |

| Arbitro: | Trautmann |

|                 |           |             |
| Zinnow 41’, 62’ | Marcatori | 88’ Nagorny |

| Arbitro: | Schalk |

|              |           |                                                         |
| Schöckel 16’ | Marcatori | 26’ Dogan 45’ Biran 69’ (rig.) Mattuschka 90’ Benyamina |

| Arbitro: | Wingenbach |

|                                                          |           |  |
| Lintjens 10’ Jerat 16’ Reichwein 18’ Damm 38’ Hammes 50’ | Marcatori |  |

| Arbitro: | Stieler |

|                                                  |           |                           |
| Lechleiter 5’ Stegmayer 12’ Sailer 30’ Bader 56’ | Marcatori | 18’ Bröker 23’, 33’ Dobrý |

| Arbitro: | Schößling |

|                             |           |  |
| Doğan 49’ (rig.) Banser 86’ | Marcatori |  |

| Arbitro: | Zwayer |

|                                     |           |                          |
| Stegmayer 2’ Sailer 19’, 59’ (rig.) | Marcatori | 47’ Holzner 52’ Amirante |

| Arbitro: | Siebert |

|                    |           |  |
| Belleri 50’ (rig.) | Marcatori |  |

| Arbitro: | Trautmann |

|                                 |           |            |
| Oehrl 57’, 90’ (rig.) Kruse 77’ | Marcatori | 19’ Sailer |

| Arbitro: | Pflaum |

|                                   |           |                                  |
| Lechleiter 36’ Bader 47’ Bohl 76’ | Marcatori | 44’ Krause 50’ Löning 86’ Brandy |

| Arbitro: | Thielert |

|            |           |                                                    |
| Tunjić 86’ | Marcatori | 5’ (rig.) Alder 60’ Bohl 64’ Lechleiter 84’ Sailer |

| Arbitro: | Wagner |

|          |           |                        |
| Bohl 26’ | Marcatori | 14’ Lambertz 72’ Kadah |

| Arbitro: | Dingert |

|                    |           |          |
| Šušak 37’ Fink 75’ | Marcatori | 56’ Bohl |

## Statistiche

### Statistiche di squadra
| Competizione | Punti | In casa | In casa | In casa | In casa | In casa | In casa | In trasferta | In trasferta | In trasferta | In trasferta | In trasferta | In trasferta | Totale | Totale | Totale | Totale | Totale | Totale | DR  |
| Competizione | Punti | G       | V       | N       | P       | Gf      | Gs      | G            | V            | N            | P            | Gf           | Gs           | G      | V      | N      | P      | Gf     | Gs     | DR  |
| ------------ | ----- | ------- | ------- | ------- | ------- | ------- | ------- | ------------ | ------------ | ------------ | ------------ | ------------ | ------------ | ------ | ------ | ------ | ------ | ------ | ------ | --- |
| 3. Liga      | 39    | 19      | 6       | 9       | 4       | 24      | 23      | 19           | 2            | 6            | 11           | 14           | 37           | 38     | 8      | 15     | 15     | 38     | 60     | -22 |
| Totale       | 39    | 19      | 6       | 9       | 4       | 24      | 23      | 19           | 2            | 6            | 11           | 14           | 37           | 38     | 8      | 15     | 15     | 38     | 60     | -22 |

### Andamento in campionato
| Giornata  | 1 | 2 | 3 | 4  | 5  | 6  | 7  | 8  | 9  | 10 | 11 | 12 | 13 | 14 | 15 | 16 | 17 | 18 | 19 | 20 | 21 | 22 | 23 | 24 | 25 | 26 | 27 | 28 | 29 | 30 | 31 | 32 | 33 | 34 | 35 | 36 | 37 | 38 |
| --------- | - | - | - | -- | -- | -- | -- | -- | -- | -- | -- | -- | -- | -- | -- | -- | -- | -- | -- | -- | -- | -- | -- | -- | -- | -- | -- | -- | -- | -- | -- | -- | -- | -- | -- | -- | -- | -- |
| Luogo     | T | C | T | C  | T  | C  | T  | C  | T  | C  | T  | C  | T  | C  | C  | T  | C  | T  | C  | C  | T  | C  | T  | C  | T  | C  | T  | C  | T  | C  | T  | C  | T  | T  | C  | T  | C  | T  |
| Risultato | V | N | N | P  | P  | N  | N  | N  | P  | N  | N  | V  | N  | N  | V  | P  | V  | N  | P  | N  | P  | N  | N  | N  | P  | V  | P  | P  | P  | V  | P  | V  | P  | P  | N  | V  | P  | P  |
| Posizione | 5 | 8 | 7 | 14 | 17 | 16 | 16 | 15 | 16 | 15 | 16 | 15 | 15 | 15 | 11 | 13 | 12 | 13 | 14 | 14 | 14 | 15 | 15 | 14 | 15 | 13 | 14 | 16 | 17 | 16 | 17 | 16 | 18 | 18 | 18 | 16 | 18 | 19 |

Legenda:

Luogo: C = Casa; T = Trasferta. Risultato: V = Vittoria; N = Pareggio; P = Sconfitta.

### Statistiche dei giocatori
| C. Alder      | 32 | 5  | 8 | 1 |
| F. Ammon      | 2  | 0  | 0 | 0 |
| K. Andersen   | 27 | 1  | 3 | 0 |
| P. Bader      | 27 | 2  | 3 | 2 |
| S. Bohl       | 32 | 6  | 0 | 0 |
| Z. Bouadoud   | 8  | 0  | 1 | 0 |
| F. Fischer    | 0  | 0  | 0 | 0 |
| M. Haller     | 28 | 0  | 8 | 0 |
| A. Hofmann    | 22 | 0  | 5 | 0 |
| M. Hohn       | 10 | 0  | 2 | 0 |
| C. Holzer     | 10 | 0  | 1 | 0 |
| D. Hägele     | 6  | 0  | 1 | 0 |
| R. Lechleiter | 16 | 3  | 4 | 0 |
| T. Linse      | 38 | 0  | 4 | 0 |
| M. Marić      | 4  | 0  | 1 | 0 |
| A. Mayer      | 20 | 0  | 3 | 0 |
| D. Müller     | 10 | 0  | 1 | 0 |
| V. Nagorny    | 9  | 1  | 0 | 1 |
| B. Okic       | 22 | 1  | 3 | 0 |
| R. Okle       | 2  | 0  | 0 | 0 |
| T. Reus       | 0  | 0  | 0 | 0 |
| P. Ruman      | 5  | 0  | 0 | 0 |
| S. Ruprecht   | 2  | 0  | 2 | 0 |
| M. Sailer     | 34 | 12 | 8 | 1 |
| T. Scheifler  | 2  | 0  | 0 | 0 |
| M. Schiele    | 9  | 0  | 1 | 0 |
| C. Schmitt    | 1  | 0  | 0 | 0 |
| S. Schneider  | 8  | 0  | 0 | 0 |
| B. Schöckel   | 28 | 1  | 5 | 0 |
| A. Šynder     | 14 | 0  | 2 | 1 |
| M. Sichone    | 21 | 0  | 3 | 1 |
| M. Stahl      | 2  | 0  | 0 | 0 |
| M. Stegmayer  | 29 | 2  | 4 | 0 |
| M. Stickel    | 17 | 2  | 5 | 0 |
| C. Teinert    | 14 | 0  | 1 | 0 |
| T. Traub      | 8  | 1  | 1 | 1 |
| D. Wagner     | 0  | 0  | 0 | 0 |
| B. Wingerter  | 6  | 0  | 1 | 0 |